# Vararia splendida
Vararia splendida är en svampart som först beskrevs av Viégas, och fick sitt nu gällande namn av Boidin & Lanq. 1977. Vararia splendida ingår i släktet Vararia och familjen Lachnocladiaceae.   Inga underarter finns listade i Catalogue of Life.